# Okręg wyborczy województwo rzeszowskie do Senatu Rzeczypospolitej Polskiej
Okręg wyborczy województwo rzeszowskie do Senatu Rzeczypospolitej Polskiej obejmował w latach 1989–2001 obszar województwa rzeszowskiego. Wybierano w nim 2 senatorów, przy czym w latach 1989–1991 obowiązywała zasada większości bezwzględnej, zaś w latach 1991–2001 większości względnej.
Powstał w 1989 wraz z przywróceniem instytucji Senatu. Zniesiony został w 2001, na jego obszarze utworzono nowy okręg nr 22.
Siedzibą okręgowej komisji wyborczej był Rzeszów.

## Reprezentanci okręgu
| Rok  | Senator komitet wyborczy                                                                                | Senator komitet wyborczy               | Senator komitet wyborczy              | Senator komitet wyborczy                       |
| ---- | --- | -------------------------------------- | ------------------------------------- | ---------------------------------------------- |
| 1989 | | Józef Ślisz Porozumienie Ludowe (1991) |                                       | Bolesław Fleszar                               |
| 1991 | | Józef Ślisz Porozumienie Ludowe (1991) |                                       | Jan Draus Regionalne Forum Wyborcze            |
| 1993 | Józef Frączek Polskie Stronnictwo Ludowe – Porozumienie Ludowe (1993) Akcja Wyborcza Solidarność (1997) |                                        | Adam Daraż Polskie Stronnictwo Ludowe |                                                |
| 1997 | Józef Frączek Polskie Stronnictwo Ludowe – Porozumienie Ludowe (1993) Akcja Wyborcza Solidarność (1997) |                                        |                                       | Mieczysław Janowski Akcja Wyborcza Solidarność |
| 2001 | okręg zniesiony, patrz okręg nr 22                                                                      | okręg zniesiony, patrz okręg nr 22     | okręg zniesiony, patrz okręg nr 22    | okręg zniesiony, patrz okręg nr 22             |

## Wyniki wyborów
Symbolem „●” oznaczono senatorów ubiegających się o reelekcję.

### Wybory parlamentarne 1989
| Kandydat                                                          | Głosów  | %     |
| ----------------------------------------------------------------- | ------- | ----- |
| Józef Ślisz                                                       | 258 920 | 81,31 |
| Bolesław Fleszar                                                  | 252 735 | 79,37 |
| Lesław Grzegorczyk                                                | 27 600  | 8,67  |
| Józef Kleparski                                                   | 15 594  | 4,90  |
| Tadeusz Ryczaj                                                    | 10 923  | 3,43  |
| Adam Parys                                                        | 8471    | 2,66  |
| Henryk Cyło                                                       | 5803    | 1,82  |
| Jerzy Rzepka                                                      | 4511    | 1,42  |
| Hieronim Mykietuk                                                 | 4261    | 1,34  |
| Michał Gdowik                                                     | 2867    | 0,90  |
| Liczba głosów ważnych: 318 418 Źródło: Państwowa Komisja Wyborcza |         |       |

### Wybory parlamentarne 1991
| Kandydat                                              | Kandydat           | Komitet wyborczy                             | Głosów |
| ----------------------------------------------------- | ------------------ | -------------------------------------------- | ------ |
|                                                       | Józef Ślisz●       | Porozumienie Ludowe                          | 78 582 |
|                                                       | Jan Draus          | Regionalne Forum Wyborcze                    | 62 998 |
|                                                       | Tadeusz Łyczko     | Unia Polityki Realnej                        | 60 106 |
|                                                       | Andrzej Kucharski  | Porozumienie Obywatelskie Centrum            | 50 339 |
|                                                       | Cezary Chlebowski  | Unia Demokratyczna                           | 50 063 |
|                                                       | Tadeusz Weryński   | Porozumienie Obywatelskie Centrum            | 44 429 |
|                                                       | Stanisław Mazan    | Polskie Stronnictwo Ludowe Sojusz Programowy | 36 753 |
|                                                       | Wiesław Ciesielski | Sojusz Lewicy Demokratycznej                 | 28 678 |
|                                                       | Mieczysław Urbanik | Porozumienie Ludowe                          | 26 949 |
|                                                       | Romuald Radziewicz | Sojusz Lewicy Demokratycznej                 | 18 174 |
| Frekwencja: 51,40% Źródło: Państwowa Komisja Wyborcza |                    |                                              |        |

### Wybory parlamentarne 1993
| Kandydat                                              | Kandydat            | Komitet wyborczy                                     | Głosów |
| ----------------------------------------------------- | ------------------- | ---------------------------------------------------- | ------ |
|                                                       | Józef Frączek       | Polskie Stronnictwo Ludowe – Porozumienie Ludowe     | 46 492 |
|                                                       | Adam Daraż          | Polskie Stronnictwo Ludowe                           | 45 718 |
|                                                       | Zbigniew Sieczkoś   | Niezależny Samorządny Związek Zawodowy „Solidarność” | 45 436 |
|                                                       | Bolesław Fleszar    | Bezpartyjny Blok Wspierania Reform                   | 44 363 |
|                                                       | Zdzisław Banat      | Zjednoczenie Chrześcijańsko-Narodowe                 | 37 153 |
|                                                       | Krzysztof Woźniak   | Konfederacja Polski Niepodległej                     | 36 915 |
|                                                       | Antoni Kopaczewski  | Niezależny KW w Rzeszowie                            | 35 616 |
|                                                       | Jerzy Podlasek      | Unia Pracy                                           | 32 272 |
|                                                       | Kazimierz Janik     | Sojusz Lewicy Demokratycznej                         | 31 741 |
|                                                       | Daniel Markowski    | Sojusz Lewicy Demokratycznej                         | 31 146 |
|                                                       | Zbigniew Jaworski   | KW „Rolnicza Solidarność”                            | 27 362 |
|                                                       | Jan Draus●          | „Zjednoczenie Polskie”                               | 26 891 |
|                                                       | Zbigniew Sobolewski | Unia Demokratyczna                                   | 23 632 |
|                                                       | Józef Ślisz●        | Konwencja Polska                                     | 17 687 |
|                                                       | Paweł Czeladzin     | Koalicja dla Rzeczypospolitej                        | 16 644 |
| Frekwencja: 55,38% Źródło: Państwowa Komisja Wyborcza |                     |                                                      |        |

### Wybory parlamentarne 1997
| Kandydat                                              | Kandydat            | Komitet wyborczy                          | Głosów  |
| ----------------------------------------------------- | ------------------- | ----------------------------------------- | ------- |
|                                                       | Mieczysław Janowski | Akcja Wyborcza Solidarność                | 176 857 |
|                                                       | Józef Frączek●      | Akcja Wyborcza Solidarność                | 168 853 |
|                                                       | Tadeusz Ferenc      | Sojusz Lewicy Demokratycznej              | 44 956  |
|                                                       | Kazimierz Strugała  | Sojusz Lewicy Demokratycznej              | 34 933  |
|                                                       | Zbigniew Kalandyk   | Unia Wolności                             | 29 140  |
|                                                       | Ignacy Półćwiartek  | Polskie Stronnictwo Ludowe                | 28 066  |
|                                                       | Stanisław Olech     | Ruch Odbudowy Polski                      | 28 034  |
|                                                       | Maria Stec-Kiszczuk | Ruch Odbudowy Polski                      | 20 460  |
|                                                       | Stanisław Rewer     | KW „POMOC I SPRAWIEDLIWOŚĆ”               | 15 206  |
|                                                       | Stanisław Borkacki  | Blok dla Polski                           | 10 613  |
|                                                       | Kazimierz Baran     | Partia Kupiecka Rzeczypospolitej Polskiej | 7930    |
|                                                       | Leonard Jeczeń      | Niezależny KW „STO”                       | 6785    |
| Frekwencja: 59,76% Źródło: Państwowa Komisja Wyborcza |                     |                                           |         |